# 西班牙鬥牛 (牛品種)

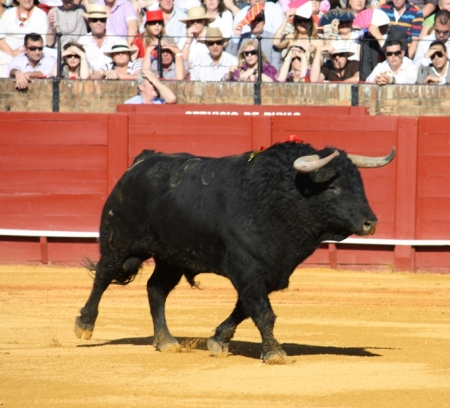
西班牙鬥牛

西班牙鬥牛（西班牙語：Toro de lidia），是西班牙鬥牛业所开发出来专门用于同鬥牛士角鬥的家牛品种。这一品种体格强壮、生性凶猛，在其生长过程中经过了精心训练。